# Катастрофа Ан-2 в Кизильском районе (1971)
В среду 22 сентября 1971 года в Кизильском районе Челябинской области потерпел катастрофу Ан-2 компании Аэрофлот, в результате чего погибли 14 человек.

## Самолёт
Ан-2 с бортовым номером СССР-96221 (заводской — 1G72-05) был выпущен 11 июня 1966 года. Его двигатель имел заводской номер К1411327. На момент катастрофы самолёт принадлежал Магнитогорскому авиаотряду Уральского управления гражданской авиации и имел наработку в 6056 лётных часов.

## Катастрофа
Экипаж из 299-го лётного отряда состоял из командира (КВС) Николая Даниловича Осипчука и второго пилота Валентина Алексеевича Ткаченко. В этот день им предстояло выполнить четыре рейса: 681, 691, 671 и 697. Первые три рейса были выполнены без существенных отклонений, после чего в аэропорту Полоцкое экипаж начал готовиться к четвёртому [697] — в Магнитогорск. Всего на борт сели 12 взрослых пассажиров (бригада рабочих) и было загружено 93 кг ручной клади. Вес авиалайнера и центровка при этом не выходили за пределы допустимого. В 16:23 рейс 697 вылетел из Полоцкого, а следом экипаж доложил о выполнении взлёта и наборе высоты 700 метров по минимальному приведённому давлению.
Полёт проходил на истинной высоте (от поверхности земли) 300 метров в ясную погоду с видимостью более 10 километров при умеренном ветре (8 м/с). Однако прохождение контрольного ориентира Победа экипаж не доложил. В результате поисков самолёт был обнаружен в 35 километрах от аэропорта вылета на территории совхоза «Победа». Как удалось установить, на 12-й минуте полёта в 16:35 Ан-2 вертикально спикировал на скошенное поле и полностью разрушился. Все 14 человек на борту (2 пилота и 12 пассажиров) погибли.

## Расследование
При изучении обломков было обнаружено, что дверь из пассажирского салона в хвостовой отсек (на Ан-2 в нём расположен туалет) была открыта. Так как во время полёта проход пассажиров в хвостовой отсек запрещён, о чём также оповещает предупреждающая табличка, то эта дверь по инструкции должна была быть закрыта на замок. Тем не менее, на полу и обшивке фюзеляжа в районе от 15 до 22 шпангоута следователи нашли кровь и мышечную ткань, а у нижней петли двери в хвостовой отсек даже застрял рукав рубашки белого цвета. Эти улики означали, что в момент удара в хвосте самолёта всё же находились люди, хотя и не удалось установить, кто и когда открыл дверь. Замки ремней пассажиров также были открыты, но в какой момент их открыли комиссия не смогла установить.
После проведения судебно-медицинской экспертизы выяснилось, что отдельные пассажиры были пьяны. Бригадир данной бригады рабочих, который провожал их в аэропорту, также подтвердил факт, что некоторые из его подчинённых перед полётом были в состоянии алкогольного опьянения.

Выводы комиссии
Наиболее вероятной причиной катастрофы является выход самолета на закритические углы атаки с последующим срывом и переходом в пикирование из-за нарушения центровки по причине проникновения пассажиров в хвостовую часть фюзеляжа за 15 шпангоут. Действия экипажа по выводу самолета из создавшегося сложного положения установить не представилось возможным.
— 